# Unguraș (plantă)
Ungurașul, bălțătura, cătușnica-sălbatică sau voronicul (Marrubium vulgare) este o plantă cu flori din familia Lamiaceae.

## Descriere

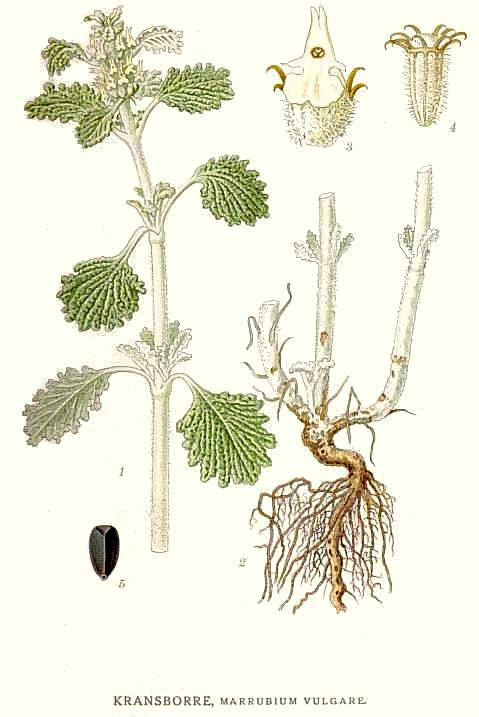
Morfologia

Ungurașul are o înălțime de 250–450 mm, uneori atinge și 800 mm, pubescent, alb. Frunzele cresc în perechi, sunt circulare, obtuz-crestate, tomentoase, pețiolate.
Florile sunt de culoare alb-murdar, mici, bilabiale, cresc câte 30-50 în glomerule la subsuoara frunzelor superioare. Ungurașul înflorește în lunile iunie-septembrie.

## Răspândire
Prin locuri virane, crește pe marginea drumurilor, prin pârloage.

## Utilizare
Se folosește partea superioară a plantei (Herba Marrubii),  care se recoltează la înflorire. Acesta are un gust amar, chiar iute. Conține marubiina (principiu amar), saponine, tanin, ulei volatil, mucilagii, acid marubic, colină, clorogenic, acizi cafeic și are acțiune expectorantă, colagogă, stomahică, tonic amară și antitermică. Intră în compoziția ceaiului antiasmatic.
Pulberea din această compoziție (2-4 g/zi) sau infuzia (1-3%) este folosită la bronșite, astm bronșic, afecțiuni ale aparatului digestiv.